# St.-Jürgen-Friedhof (Kiel)

Der Friedhof um 1900

Der St.-Jürgen-Friedhof in Kiel war der zur St.-Jürgen-Kirche gehörende Friedhof. Er wurde bis 1909 genutzt und existierte bis 1955.

## Geschichte
Das St. Jürgen-Hospital für Lepraerkrankte besaß bereits im Mittelalter einen Friedhof. Bis 1788 der Theologe Johann Andreas Cramer beigesetzt wurde, gilt es als wahrscheinlich, dass auf den ursprünglich außerstädtischen Friedhof nur „Aussätzige“ Gruppen, wie Lepratote, Selbstmörder oder Hingerichtete auf dem Friedhof bestattet wurden. 1793 wurde südöstlich der Kreuzung Ringstraße/Sophienblatt am Hauptbahnhof Kiel von den Vorständen der Nikolaikirche und der Heiliggeistkirche ein Gelände gekauft und als „Neuer Friedhof“ genutzt. 1836 wurde dieser Richtung Süden auf die doppelte Fläche erweitert. Der Nordteil wurde nun „Alter Friedhof“ genannt, der Südteil „Neuer Friedhof“. 1858 heißt es in einem Stadtführer nur kurz

„Begräbnisplätze. Christlicher südlich am Sophienblatt bei der St.Jürgenscapelle.“

1869 wurde wieder ein „Neuer Friedhof“ angelegt, der Südfriedhof. Nun wurde erstmals der Name St.-Jürgen-Friedhof verwendet. Der Nordfriedhof wurde 1878 und der jüdische Friedhof 1879 in der Michelsenstraße eingeweiht. 1896 folgte der Parkfriedhof Eichhof.

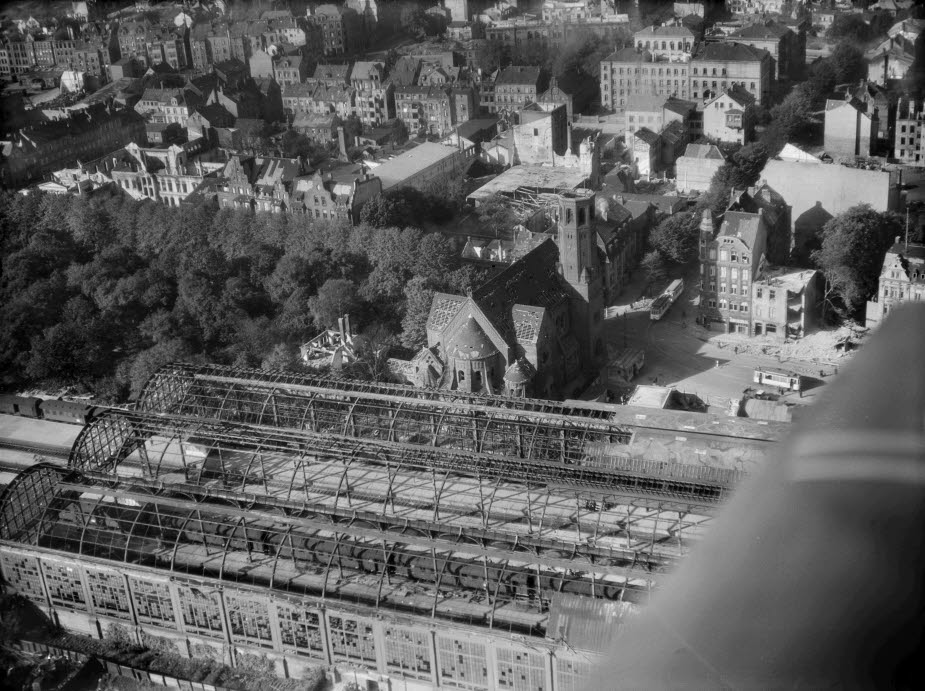
Der Friedhof 1944 aus der Luft

Der St.-Jürgen-Friedhof wurde bis Ende 1909 aktiv genutzt. Bis zum Jahr 1954 verfiel der Friedhof zusehends und sollte der Erweiterung des Sophienblatts und einem Großparkplatz weichen. Die Gebeine wurden umgebettet. Auf dem Vorplatz der Friedhofskapelle des Parkfriedhof Eichhof befindet sich für diese eine Sammelruhestätte, die am 12. Juni 1955 eingeweiht wurde. 64 Grabdenkmäler und Grabplatten, die unter Denkmalschutz stehen, erhielten dort ebenfalls einen neuen Platz.
Auch die Gebeine des dänischen Schriftstellers Jens Immanuel Baggesen (1764–1826) und des Philosophen Carl Leonhard Reinhold (1757–1823) wurden umgebettet. Sie wurden im Rahmen der Kieler Woche am 23. Juni 1955 auf dem Eichhof-Friedhof erneut beigesetzt. Die Gebeine des Komponisten Carl Loewe (1796–1869) wurden in die Nikolaikirche gebracht. Das „Eiserne Kreuz“, Grabmal für gefallene Soldaten der schleswig-holsteinischen Armee 1848/51, steht seitdem auf dem Nordfriedhof.
Des Weiteren befanden sich ursprünglich auf dem St.-Jürgen-Friedhof und heute auf dem Parkfriedhof Eichhof Grabmale für folgende Personen:
- Christian Cay Lorenz Hirschfeld (1742–1792), Gartentheoretiker (Grabmal nicht erhalten)
- Niels Nikolaus Falck (1784–1850), Rechtshistoriker[3]
- Franz Hermann Hegewisch (1783–1865), Arzt und Liberaler
- Johann Jacob Paul Moldenhawer (1766–1827), Botaniker

Die Gebeine vom Pastor Claus Harms (1778–1855) wurden auf den Südfriedhof umgebettet.